# Hideaway (De'Lacy)
Hideaway è un brano musicale del gruppo musicale house statunitense De'Lacy, pubblicato originariamente nel 1994 dall'etichetta discografica Easy Street come singolo di debutto del gruppo.
Il brano, che contiene una parte vocale interpretata dalla cantante Rainie Lassiter, ha ottenuto nel corso degli anni novanta un notevole successo commerciale, e il singolo è stato pubblicato più volte in differenti versioni e rielaborazioni nel corso del 1995 e poi ancora negli anni duemila. È stato scritto e prodotto dal gruppo di produttori Blaze.
Ha ottenuto particolare successo il remix realizzato dai disc jockey Deep Dish, che giunse al vertice della classifica italiana dei singoli risultò essere il quarto singolo più venduto in Italia nel 1995.
Nel corso degli anni, il brano è diventato un classico della musica house, omaggiato e riconosciuto dalle principali testate musicali internazionali.

## Tracce e edizioni
12" Maxi (Easy Street EZS-7601 [us] / EAN 0734701760115)
1. Hideaway (Klub Head's Hideout) – 5:45
2. Hideaway (Klubhouse) – 5:15
3. Hideaway (Klub Head's Dub-A-Way) – 4:24
4. Hideaway (Klub Dub It) – 3:17
5. Hideaway (Radio edit) – 3:38

CD-Maxi (ZYX 7929-8 (ZYX) [de] / EAN 0090204435128)
1. Hideaway (Deep Dish Radio Edit) – 3:29
2. Hideaway (Deep Dish remix) – 11:50
3. Hideaway (Blaze Clubhead Vocal) – 5:46
4. Hideaway (Dubfire Needs to Score) – 9:43
5. Hideaway (Sharam's Journey to Mars) – 11:37

CD-Maxi (Crossover / Polydor COCD000003 (PolyGram) [nl] / EAN 0731457991527)
1. Hideaway (Deep Dish Radio Edit) – 3:27
2. Hideaway (Deep Dish remix) – 11:49
3. Hideaway (Dubfire Needs to Score) – 9:45

CD-Maxi (Deconstruction 74321 31047 2 (BMG) [nl] / EAN 0743213104720)
1. Hideaway (Deep Dish Radio Mix) – 3:29
2. Hideaway (K Klass Radio Mix) – 3:22
3. Hideaway (Deep Dish Mix) – 11:53
4. Hideaway (K Klass Klub Mix) – 9:08
5. Hideaway (Dubfire Needs to Score) – 9:46

CD-Maxi (CNR 3004872 (CNR) [fr])
1. Hideaway (Deep Dish Radio Edit) – 3:27
2. Hideaway (Deep Dish remix) – 11:49

10" Maxi (Nitemove 300487-6 [fr])
1. Hideaway (Dubfire Needs to Score) – 9:45
2. Hideaway (Deep Dish Radio Edit) – 3:27
3. Hideaway (Deep Dish remix) – 11:49

12" Maxi (Deconstruction 74321 31047 1 (BMG) [uk])
1. Hideaway (Deep Dish remix) – 11:51
2. Hideaway (Dubfire Needs to Score) – 9:08
3. Hideaway (K Klass Klub Mix) – 9:08

12" Maxi (Polydor 579 915-1 (PolyGram) [de])
12" Maxi Crossover / Polydor 579 915-1 (PolyGram) [nl]
1. Hideaway (Deep Dish remix) – 11:52
2. Hideaway (Dubfire Needs to Score) – 9:46
3. Hideaway (Sharam's Journey to Mars) – 11:36

12" Maxi (Full Time FTM 31764 BIS [it])
CD-Maxi (Full Time FTMD 31764 [it])
1. Hideaway (Deep Dish remix) – 11:46
2. Hideaway (Sharam's Journey to Mars) – 11:50

12" Maxi (ZYX 7929-12 (ZYX) [de] / EAN 0090204435111)
1. Hideaway (Deep Dish remix) – 11:50
2. Hideaway (Blaze Clubhead Vocal) – 5:46
3. Hideaway (Dubfire Needs to Score) – 9:43
4. Hideaway (Sharam's Journey to Mars) – 11:37

12" Maxi (CNR 4900101 (CNR) [es])
1. Hideaway (Deep Dish remix) – 11:46
2. Hideaway (Dubfire Needs to Score) – 9:45
3. Hideaway (Deep Dish radio edit) – 3:27

12" Maxi (Full Time FTM 31764 [it])
1. Hideaway (Deep Dish remix) – 11:46
2. Hideaway (Blaze Radio edit) – 3:40
3. Hideaway (Dubfire Needs to Score) – 11:50

Promo - 12" Maxi 8Deconstruction TCDG10 (BMG) [uk])
1. Hideaway (Deep Dish remix) – 11:51
2. Hideaway (Dubfire Needs to Score) – 9:08
3. Hideaway (K-Klass Klub Mix) – 9:08

Promo - 12" Maxi (Deconstruction AWAY 001 (BMG) [uk])
1. Hideaway (Classic Paradise remix) – 8:03
2. Hideaway (Subway Anthem Mix) – 7:50
3. Hideaway (Hani's Analogue Samba Mix) – 11:33

12" Maxi (Slip 'n' Slide SLIP 23 [uk])
12" Maxi 1:
1. Hideaway (Deep Dish remix) – 11:51
2. Hideaway (Blaze Clubhead Vocal) – 5:46
3. Hideaway (Blaze Radio Edit) – 3:40

12" Maxi 2:
1. Hideaway (Dubfire Needs to Score) – 9:08
2. Hideaway (Sharam's Journey to Mars) – 11:36

12" Maxi (Simply Vinyl S12DJ-015 [uk]) 2002
1. Hideaway (Original Deep Dish mix) – 11:50
2. Hideaway (187 Lockdown's Hidden Vocal Dub) – 6:27

UK Mixes - 12" Maxi (Oh OH-1039 [us]) 2002
1. Hideaway (That Kid Chris Unreleased Mix) – 10:20
2. Hideaway (187 Lockdown Vocal Dub) – 6:30
3. Hideaway (That Kid Chris Mixshow Edit) – 6:01

CD-Maxi (Slip 'n' Slide SLIPCDS 207 [uk]) 05/12/2005
1. Hideaway (The Young Punx Radio Edit) – 3:47
2. Hideaway (De'Lacy vs The Young Punx Mix) – 5:47
3. Hideaway (Pete Gooding Mix) – 8:13
4. Hideaway (Deep Dish remix) – 11:51
5. Hideaway (We Deliver Vocal Mix) – 7:13

Remixes Disc 1 - 12" Maxi (Slip 'n' Slide SLIP 207 [uk]) 12/12/2005
1. Hideaway (Pete Gooding Remix) – 8:14
2. Hideaway (Rhythm Code & Chris Lake remix) – 6:50
3. Hideaway (Nickelle & Nessim remix) – 8:32

Remixes Disc 2 - 12" Maxi (Slip 'n' Slide SLIP 207R [uk])
1. Hideaway (De'Lacy vs The Young Punx) – 7:18
2. Hideaway (We Deliver remix) – 7:05

## Classifiche
| Classifica                     | Posizione raggiunta |
| ------------------------------ | ------------------- |
| Italia                         | 1                   |
| Regno Unito (Classifica Dance) | 1                   |
| Scozia                         | 9                   |
| Regno Unito                    | 9                   |
| Europa                         | 12                  |
| Irlanda                        | 17                  |
| Paesi Bassi                    | 23                  |
| Islanda                        | 28                  |
| Belgio (Fiandre)               | 36                  |
| Stati Uniti Dance Club Songs   | 36                  |

### Classifica di fine anno
| Classifica | Posizione raggiunta |
| ---------- | ------------------- |
| Italia     | 4                   |